# Baunutzungsschablone

Darstellung der Baunutzungsschablone in einem Bebauungsplan

Die Baunutzungsschablone ist Teil der zeichnerischen Festsetzung, nach § 9 des Baugesetzbuches in einem Bebauungsplan, in Form einer Tabelle. Die Tabellenform ist in der Anlage der Planzeichenverordnung festgelegt. Nach der BauNVO sind dort die wichtigsten Festsetzungen dargestellt, um ein Grundstück im Hinblick auf seine Bebaubarkeit schnell einordnen zu können. Zu diesen Festsetzungen zählen Art und Maß der baulichen Nutzung, wie die Zahl der Vollgeschosse, Grundflächenzahl, Geschossflächenzahl, Dachform und Dachneigung sowie die Bauweise. All diese Angaben werden von der Gemeinde oder Stadt im Bebauungsplan festgehalten und sind daraufhin für Bauanträge verbindlich.
Aufgrund der engen Darstellungsweise des Bebauungsplanes sind verschiedenartige Abkürzungen in der Baunutzungsschablone üblich. So wird etwa die Art der baulichen Nutzung (WA entspricht beispielsweise dem allgemeinen Wohngebiet) oder die Dachform abgekürzt (SD entspricht beispielsweise Satteldach).